# David Cecil, 3. Earl of Exeter
David Cecil, 3. Earl of Exeter (* um 1600; † 18. April 1643) war ein englischer Peer und Politiker.

## Leben
Cecil war der Sohn von Sir Richard Cecil, Gutsherr von Wakerley in Northamptonshire, aus dessen Ehe mit Elizabeth Cope, Tochter des Sir Anthony Cope, 1. Baronet. Väterlicherseits war er ein Enkel des Thomas Cecil, 1. Earl of Exeter.
Er wurde am Clare College der Universität Cambridge ausgebildet und trat 1627 der Anwaltskammer Lincoln’s Inn bei. 1640 nahm er als Abgeordneter für Peterborough am Kurzen Parlament teil.
Da sein Cousin William Cecil, 16. Baron de Ros bereits 1618 verstorben war, erbte er beim Tod seines Onkels William Cecil, 2. Earl of Exeter im Juli 1640 dessen Adelstitel als Earl of Exeter und Baron Burghley.
Cecil war mit Elizabeth Egerton, der Tochter von John Egerton, 1. Earl of Bridgewater verheiratet. Mit ihr hatte er drei Kinder. Seine Tochter Lady Frances Cecil heiratete Anthony Ashley Cooper, 1. Earl of Shaftesbury. Sein älterer Sohn Thomas Cecil starb unverheiratet und kinderlos im Mai 1641. Sein jüngerer Sohn John Cecil erbte 1643 seine Adelstitel.